# Entei
Entei (japanski: エンテイ Entei) jedan je od 1025 fiktivnih vrsta Pokémona iz medijske franšize Pokémon, skupa Pokémon videoigara, animiranih serija, manga stripova, knjiga, igraćih karata i drugih medija kojima je tvorac Satoshi Tajiri. Svrha je Enteia u videoigrama, animiranoj seriji i manga stripovima, kao i svrha ostalih Pokémona, borba s divljim Pokémonima – neukroćenim stvorenjima koje igrači i likovi pronalaze dok kreću na razne avanture – i pripitomljenim Pokémonima drugih Pokémon trenera.
Ime "Entei" u potpunosti je preuzeto iz japanskog jezika. Njegovo je japansko ime izvedenica riječi 炎帝; 炎 označava plamen, a 帝 znači car, a njegovo ime u doslovnom prijevodu znači "car plamena". Njegovo bi ime moglo dolaziti i od riječi Inti, boga sunca naroda Inka.

## Biološke karakteristike
Entei nalikuje na četveronožnu zvijer koja nosi odlike lavova i velikih pasa (poput Arcaninea). Ima gusto, mekano krzno smeđe boje, dugačku grivu, te nešto slično metalnom prstenju oko svojih zglobova. Na bokovima ima par zupčastih "krila", dok mu je na leđima bijela tvorevina nalik oblaku dima ili pepela. Struktura na licu između njegovog nosa i usta nalikuje na brkove.
Entei je pseće utjelovljenje vatre, sposoban lansirati nevjerojatno snažnu vatru, topliju od lave, iz svojih usta. Entei je ispunjen vulkanskim bijesom i energijom, a katkad ju i sam teško kontrolira, te iz tog razloga velikom brzinom trči oko svijeta kako bi otpustio dio svoje ekstremno velike moći i energije. Navodno, kada laje, vulkani oko njega erumpiraju. 
Entei je Pokémon koji se često spominje u legendama zbog svojih izuzetnih moći i vrlina. Najpoznatija legenda vezana za njega jest da svaki put kada se jedan okoti, novi vulkan erumpira. Rasprostranjenija i prevladavajuća legenda jest da je Entei član trojca Legendarnih pasa koje je reinkarnirao Ho-oh, nakon što je izgorio živ u požaru Spaljenog tornja smještenog u gradu Ecruteaku. Poput svoja dva pratioca, Raikoua i Suicunea, Entei utjelovljuje aspekt prirode, u ovom slučaju strast magme i žestinu vulkana.

## U videoigrama
Entei je sličan Raikou i Suicuneu što se tiče toga da je, poput njih, Legendarni lutajući Pokémon, čineći ga jednim od najtežih Pokémona za uhvatiti. Može ga se susresti u divljini samo nakon što ga se probudi iz sna u igrama Pokémon Gold, Silver i Crystal u podrumu Spaljenog tornja smještenog u gradu Ecruteaku. Nakon buđenja, Entei luta kroz travom prekrivene površine u Johto regiji. U Pokémon FireRed i LeafGreen, ako je igrač izabrao Bulbasaura kao svog početnog Pokémona, Entei će početi lutati Kanto regijom na isti način, ali igrač prvo mora pobijediti Elitnu četvorku i dobiti Nacionalni Pokédex. Entei je dostupan i u Pokémon Colosseum videoigri kao Shadow Pokémon kojeg se može oteti u Mt. Battle od Dakima, Administratora Team Ciphera.
U bilo kojoj igri, kada je Entei pušten u divljinu, sve je prepušteno sreći igrači da li će ga sresti ili ne, kao što je slučaj s Raikouom i Suicuneom. Doduše, nakon što ga igrač sretne, Pokédex ga automatski registrira te kasnije može pokazati njegovu trenutnu lokaciju, dajući igraču šansu da ga strateški prati i uhvati. Entei će promijeniti lokaciju na Johto karti nakon što igrač promijeni lokaciju. Ako igrač upotrijebi Letenje (Fly) kako bi došao na neki udaljeniji grad, Entei će u potpunosti promijeniti lokaciju. Kada igrač dođe na istu lokaciju gdje se i Entei nalazi, on ili ona trebao bi temeljito pretražiti travu kako bi iz nje istjerao Enteia.
Kada igrač napokon pronađe Enteia, njegovo samo hvatanje postaje izazov. Igrač bi ga trebao oslabiti što je prije moguće, jer će Entei nakon svakog kruga pokušati pobjeći. Uz to, Entei zna tehniku Rike (Roar), koja mu pomaže da pobjegne ako je na njemu izvršen napad koji onemogućuje bježanje, poput Podmuklog pogleda (Mean Look) ili Blokiranja (Block). Ipak, ako Entei upotrijebi Riku, u potpunosti nestaje s karte. Na sreću, Entei zadržava svu primljenu štetu i status efekte koje je zadobio iz zadnjeg susreta te će naposljetku imati dovoljno nanesene štete da ga se lakše može uhvatiti. U Pokémon FireRed i LeafGreen videoigri, preporučljivo je na Enteiu upotrijebiti Master loptu,  a ne na Mewtwou (koji je isto tako prisutan u toj verziji). Entei se dvaput pojavljuje kao šef u Pokémon Ranger videoigri, štiteći se plamenovima koji će naštetiti igračev Capture Styler. Isto tako, može upotrijebiti Bacač plamena (Flamethrower) i prizvati plamenove iz zemlje kako bi spriječio igrača da ga uhvati. Entei se isto tako pojavljuje kao šef u igri Pokémon Mystery Dungeon.
Kao Legendarni Pokémon, Entei ima veoma visoke statistike, pogotovo u HP, Attack i Speed statusima. Nažalost, prirodno ne uči mnogo fizičkih napada, što ga sprječava da upotrijebi svoj napadački potencijal. Naravno, igrač može iskoristiti njegove Vatrene napade, ali Dvostruka oštrica (Double Edge) i Tresak tijelom (Body Slam) također se mogu pokazati izuzetno korisnima. Ovi napadi povećavaju moć Vatrenog Pokémona, jer u pravilu, Vatreni Pokémoni imaju visoke Attack statuse, iako je Entei u kompetitivnim igrama manje učinkovit od Suicunea i Raikoua. Slične statistike, kao i identičan tip imaju i Typhlosion i Arcanine, koji se ponekad pokažu učinkovitijim od Enteia.

## U animiranoj seriji
Zahvaljujući svojem statusu Legendarnog Pokémona, Entei se pojavio u trećem Pokémon filmu: Spell Of The Unown. Djevojčica imena Molly obožava Pokémone, a posebno Enteia. Nakon što Mollyin otac nestaje, Molly nesvjesno prizove Unowne. Upotrijebila je njihovu moć, i zaželjela novog oca. Naposljetku, Entei je stigao kao Mollyin novi otac. Entei kasnije ostvaruje sve Mollyine želje, uključujući i njenu želju za novom majkom. Entei zatim otima majku glavnog protagonista u animiranoj seriji, majku Asha Katchuma.
Ash je kasnije prisiljen boriti se s Enteiom. Ashov se Charizard svojom voljom vrati iz Charicific doline kako bi pomogao Ashu. Ash se popne na Charizarda te se uključe u spektakularnu borbu s Enteiom. Charizard je dorastao Enteiu više od Ashovih ostalih Pokémona, te oba Pokémona bacaju sve što stignu jedan na drugog. U jednom trenutku, Ash pokuša nagovoriti Enteia da prestanu s uzaludnom borbom te da učini ono što je najbolje za Molly, ali Entei ustraje u borbi. U trenutku kada se Entei priprema upotrijebiti nepoznati, ali moćni Vatreni napad na Charizardu (koji bi odmah ubio Asha i Cahrizarda), Molly ga zaustavi, i odluči ponovo živjeti u stvarnosti.
Nakon što Unowni izgube kontrolu nad svojim kombiniranim Psihičkim moćima, Entei je prisiljen napasti ih kako bi uspostavio mir. Nakon toga, Entei napusti Molly te ga Unowni vrate na mjesto gdje i bio prije nego što su ga prizvali.
U istom filmu, Entei je trčeći za sobom ostavljao plave strukture nalik kristalu. Moguće je da se to događalo jer su Enteia u ovom slučaju stvorili Unowni, te nije bio onaj "pravi", a sami Unowni stvarali su kristalizirati područje oko Mollyine vile. 
Entei se pojavio u epizodi 261, u kojoj ga je jedan Pokémon trener pokušao uhvatiti. Planirao je upotrijebiti Misdreavusinu tehniku Podmuklog pogleda, ali je plan propao jer je Entei upotrijebio Riku (što se često događa i u videoigrama)